# Alexander Merkel
Alexander Merkel (kasachisch Александр Меркель, * 22. Februar 1992 in Alma-Ata) ist ein kasachstandeutscher Fußballspieler. Der Mittelfeldspieler steht bei Nassaji Mazandaran unter Vertrag und ist ehemaliger deutscher Nachwuchs- sowie A-Nationalspieler Kasachstans.

## Familie
Merkel kam 1998 mit seinen Eltern und Geschwistern als Spätaussiedler aus Kasachstan nach Deutschland und wuchs zunächst in Waldernbach im Westerwald auf.

## Vereinskarriere

### Anfänge und Wechsel zur AC Mailand
Merkel spielte ab 2003 in der Jugend für den VfB Stuttgart. 2008 wechselte er in die Jugendabteilung des italienischen Klubs AC Mailand. Am 8. Dezember 2010 gab Alexander Merkel in der UEFA Champions League sein Debüt für die erste Mannschaft der Mailänder, als er im Spiel gegen Ajax Amsterdam in der 76. Minute für Robinho eingewechselt wurde. Am 6. Januar 2011 kam er im Spiel bei Cagliari Calcio zu seinem ersten Einsatz in der Serie A. Zwei Wochen später war er im Achtelfinalspiel der Coppa Italia gegen den AS Bari mit seinem ersten Treffer und einer Torvorlage am 3:0-Sieg seines Teams beteiligt.

### Zwischen Mailand und Genua
Zur Saison 2011/12 wechselte Merkel auf Co-Eigentümer-Basis zum CFC Genua. Im Gegenzug wechselte Stephan El Shaarawy auf gleicher Basis zur AC Mailand. Im Januar 2012 lieh die AC Mailand Merkel vom CFC Genua aus. Während seiner Zeit kam er allerdings nur auf einen Einsatz in der Liga und auf zwei Einsätze in der Coppa Italia. Ansonsten fiel Merkel mit einem Innenbandriss aus. Nach der Saison kaufte die AC Mailand die fehlenden 50 % der Transferrechte von El Shaarawy und verkaufte im Gegenzug seine 50 % der Transferrechte von Merkel an den CFC Genua. Somit kehrte er zur Saison 2012/13 nach Genua zurück. Während der Sommerpause sicherte sich der CFC Genua die vollen Transferrechte von Merkel. Sein erstes Pflichtspiel absolvierte Merkel am 26. August 2012, dem ersten Spieltag der Serie A 2012/13 mit einem 2:0-Sieg über Cagliari Calcio, an dem er mit einem Tor beteiligt war und mit diesem 1:0 auch sein erstes Tor in der Serie A erzielte. Insgesamt bestritt er bis zur Winterpause aber nur sechs Ligaspiele.

### Zeit als „Wandervogel“
In der Winterpause, zu Jahresbeginn 2013, wechselte Merkel innerhalb der Liga auf Co-Eigner-Basis zu Udinese Calcio. Er unterschrieb am 5. Januar 2013 einen Vertrag mit Laufzeit bis zum 30. Juni 2018. Für die Rückrunde der Saison 2013/14 wurde er an den englischen Zweitligisten FC Watford verliehen. Dort kam er auf elf Championship-Einsätze, in denen ihm ein Treffer gelang. Zur Saison 2014/15 wechselte Merkel auf Leihbasis in die Schweizer Super League zum Grasshopper Club Zürich, bei dem er von Michael Skibbe trainiert wurde. Hier kam er nach den ersten drei Spielen kaum noch zum Einsatz und stand zu Jahresbeginn 2015 unter dem neuen Trainer Pierluigi Tami nicht mehr im Kader. Im Juni 2015 lief der Leihvertrag mit Grasshopper Zürich aus und Merkel kehrte nach Udine zurück. Hier zog er sich, nachdem er zu einem Einsatz am zweiten Spieltag gekommen war, im September 2015 einen Kreuzbandriss zu, sodass er keine weiteren Spiele bestritt. Zur Saison 2016/17 wechselte er in die Serie B zu von seinem ehemaligen Mitspieler Gennaro Gattuso trainierten Klub AC Pisa. Nach weniger als einem Monat ging er zum deutschen Zweitligisten VfL Bochum, bei dem er einen Zweijahresvertrag erhielt.
Im Februar 2018 wechselte er zum österreichischen Bundesligisten FC Admira Wacker Mödling. Nach der Saison 2017/18 verließ er die Admira.
Im Juli 2018 wechselte er in die Niederlande zu Heracles Almelo, wo er einen bis Juni 2019 laufenden Vertrag erhielt. Mit den Ostniederländern ging der Mittelfeldspieler als Stammkraft in die Saison und scheiterte mit ihnen in den ligainternen Playoffs zur Teilnahme an der Europa-League-Qualifikation am FC Utrecht.
Zwischenzeitlich von September 2020 bis August 2021, stand er bei al-Faisaly FC in der Saudi Professional League unter Vertrag, welcher 2021 Sieger des King Cup wurde.
Von 2021 bis 2023 spielte Merkel für Gaziantep FK, der seit 2019 in der Süper Lig, der höchsten Spielklasse der Türkei, antritt.
Im Sommer 2023 wechselte er zu Hatta Club in die Vereinigten Arabischen Emirate. Im September 2024 wechselte er in den Iran zu Nassaji Mazandaran.

## Nationalmannschaft

### Deutsche Juniorenauswahlen
Merkel spielte für verschiedene Jugendnationalmannschaften des DFB. Für die deutsche U-18-Nationalmannschaft spielte er erstmals am 19. August 2009 beim 3:0-Erfolg über Saudi-Arabien, als er in der Halbzeit eingewechselt wurde. Seine zweite und letzte Partie in dieser Altersklasse war das 1:1 gegen Burkina Faso am 9. September 2009. Am 17. November 2010 debütierte er beim 1:1 gegen Tschechien in der U-19-Nationalmannschaft und erzielte dabei das Tor zum 1:0.

### Kasachische Nationalmannschaft
Im März 2015 wurde Merkel erstmals für die kasachische Nationalmannschaft nominiert. Am 6. September 2015 debütierte er im Qualifikationsspiel zur EM 2016 gegen Island; das Spiel endete 0:0. Sein bisher (Stand: 2. Dezember 2021) letztes Spiel für die Auswahl bestritt er am 24. März 2019 bei der 0:4-Niederlage Kasachstans gegen Russland im Rahmen der Qualifikation zur EM 2021.

## Erfolge
- Italienischer Meister: 2010/11
- Saudi-arabischer Pokalsieger: 2021

## Soziales Engagement
Seit 2013 engagiert sich Alexander Merkel beim Show Racism the Red Card Deutschland e. V. und beteiligte sich an der Kampagne „Unsere Elf gegen Rassismus“.